# Mijloace de constrângere
Mijloacele de constrângere sunt măsuri de implementare a unei anumite stări, indiferent de voința și comportamentul persoanei căreia i se aplică, prin amenințarea utilizării sau direct prin aplicarea forței fizice în scopul înlăturării rezistenței acesteia și eventual respingerii contramăsurilor acesteia, printr-o persoană autorizată să implementeze sarcinile statutare ale entității în care servește sau în care este angajat.
Mijloacele de constrângere de regulă sunt utilizate sau sunt folosite în maniera necesară atingerii scopurilor acestei folosiri sau folosiri, proporțional cu gradul de amenințare, alegând o măsură cu cel mai mic disconfort posibil. În același timp, unele mijloace non-violente pot fi utilizate preventiv din motive de securitate (de exemplu, forța fizică și cătușele).
În România, folosirea sau utilizarea mijloacelor de constrângere pentru polițiști este reglementată în Legea nr. 218 din 23 aprilie 2002 privind organizarea și funcționarea Poliției Române.

## Tipuri de mijloace
În conformitate cu articolul 41 din Legea nr. 218 din 23 aprilie 2002 privind organizarea și funcționarea Poliției Române, polițistul are dreptul să utilizeze următoarele mijloace:
- forță fizică - utilizate proporțional (fără a provoca durere) pentru a efectua activități cerute de lege,
- cătușe - puse preventiv în scopul reținerii și aducerii sau ca o măsură de protecție în alte situații,
- mijloace neletale, inclus:
  - bastoane,
  - tonfe,
  - dispozitive cu substanțe iritant-lacrimogene și/sau paralizante,
  - câini de serviciu,
  - scuturi de protecție,
  - căști cu vizor,
  - dispozitive cu electroșocuri,
  - arme neletale cu bile de cauciuc sau alte arme neletale

- pot fi folosite dacă forța fizică ar fi insuficientă,
- arme albe și de foc - doar în cazuri excepționale (dacă există o amenințare iminentă), reglementate în alte legi,
- mijloace adecvate sau, după caz, vehicule, pentru oprirea forțată, blocarea sau deschiderea unor vehicule ori spații închise - folosite în locuri în care se găsesc persoane și bunuri ori pentru înlăturarea unor obstacole.